# Copa Dorada de la SAFF 1999
La Copa Dorada de la SAFF 1999 fue la cuarta edición del hoy llamado Campeonato de la SAFF, torneo de fútbol a nivel de selecciones nacionales organizado por la Federación de fútbol del Sur de Asia (SAFF). Se llevó a cabo en la ciudad de Margao, dentro del estado de Goa, en India, y contó con la participación de 6 seleccionados nacionales masculinos.
India defendió su título con éxito y se consagró campeón por tercera vez, tras superar en la final a Bangladés.

## Formato
Las 6 selecciones participantes fueron divididas en 2 grupos de 3 equipos cada una. Dentro de cada grupo, las selecciones se enfrentaron bajo el sistema de todos contra todos, a una sola rueda, de manera tal que cada una de ellas disputó dos partidos. Los puntos se computaron a razón de 3 —tres— por partido ganado, 1 —uno— en caso de empate y 0 —cero— por cada derrota.
Las dos selecciones de cada grupo mejor ubicadas en la tabla de posiciones final pasaron a las semifinales. En dicha instancia, el primero de una zona enfrentó al segundo de la otra en un solo partido. Las dos selecciones perdedoras jugaron el partido por el tercer puesto, mientras que los dos ganadores se cruzaron en la final, cuyo vencedor se consagró campeón.

## Sede
| Goa | Goa              |
| --- | ---------------- |
| Goa | Fatorda Stadium  |
| Goa | Capacidad:19,000 |
| Goa |                  |

## Equipos participantes
| Equipos participantes | Equipos participantes | Equipos participantes |
| --------------------- | --------------------- | --------------------- |
| Bangladés             | Maldivas              | Pakistán              |
| India                 | Nepal                 | Sri Lanka             |

## Fase de grupos

### Grupo A
| Pos. | Equipo    | Pts. | PJ | G | E | P | GF | GC | Dif. | Clasificación |
| ---- | --------- | ---- | -- | - | - | - | -- | -- | ---- | ------------- |
| 1    | Bangladés | 4    | 2  | 1 | 1 | 0 | 4  | 0  | +4   | Semifinales   |
| 2    | India     | 4    | 2  | 1 | 1 | 0 | 2  | 0  | +2   | Semifinales   |
| 3    | Pakistán  | 0    | 2  | 0 | 0 | 2 | 0  | 6  | −6   |               |

 Fuente: RSSSF
| 22 de abril de 1999 | India | 0:0     | Bangladés | Estadio Nehru, Margao |  |
|                     |       | Reporte |           |                       |  |

| 24 de abril de 1999 | Pakistán | 0:4 (0:2) | Bangladés                             | Estadio Nehru, Margao |  |
|                     |          | Reporte   | Iqbal 7' · Ahmed 33' · Rehman 62' 65' |                       |  |

| 26 de abril de 1999 | India                  | 2:0 (1:0) | Pakistán | Estadio Nehru, Margao |  |
|                     | Bhutia 24' · Pasha 87' | Reporte   |          |                       |  |

### Grupo B
| Pos. | Equipo    | Pts. | PJ | G | E | P | GF | GC | Dif. | Clasificación |
| ---- | --------- | ---- | -- | - | - | - | -- | -- | ---- | ------------- |
| 1    | Maldivas  | 4    | 2  | 1 | 1 | 0 | 3  | 2  | +1   | Semifinales   |
| 2    | Nepal     | 3    | 2  | 1 | 0 | 1 | 5  | 5  | 0    | Semifinales   |
| 3    | Sri Lanka | 1    | 2  | 0 | 1 | 1 | 2  | 3  | −1   |               |

 Fuente: RSSSF
| 23 de abril de 1999 | Sri Lanka | 0:0     | Maldivas | Estadio Nehru, Margao |  |
|                     |           | Reporte |          |                       |  |

| 25 de abril de 1999 | Sri Lanka                 | 2:3 (2:2) | Nepal            | Estadio Nehru, Margao |  |
|                     | Perera 22' · Amanulla 24' | Reporte   | Joshi 4' 41' 81' |                       |  |

| 27 de abril de 1999 | Nepal          | 2:3 (0:1) | Maldivas                                  | Estadio Nehru, Margao |  |
|                     | Khadka 65' 90' | Reporte   | Ismail 1' · Wildhan 74' · Bul Ghafoor 85' |                       |  |

## Fase final
|  | Semifinales          | Semifinales |                              |   | Final | Final |
|  |                      |             |                              |   |       |       |
|  | 29 de abril – Margao |             |                              |   |       |       |
|  |                      |             |                              |   |       |       |
|  | Bangladés            | 2           |                              |   |       |       |
|  | Bangladés            | 2           | 1 de mayo – Margao           |   |       |       |
|  | Nepal                | 1           |                              |   |       |       |
|  | Nepal                | 1           | Bangladés                    | 0 |       |       |
|  | 29 de abril – Margao |             | Bangladés                    | 0 |       |       |
|  |                      | India       | 2                            |   |       |       |
|  | Maldivas             | India       | 2                            | 1 |       |       |
|  | Maldivas             |             |                              | 1 |       |       |
|  | India                | 2           |                              |   |       |       |
|  | India                | 2           | Partido por el tercer puesto |   |       |       |
|  |                      |             |                              |   |       |       |
|  | 1 de mayo – Margao   |             |                              |   |       |       |
|  |                      |             |                              |   |       |       |
|  | Nepal                | 0           |                              |   |       |       |
|  | Nepal                | 0           |                              |   |       |       |
|  | Maldivas             | 2           |                              |   |       |       |

### Semifinales
| 29 de abril de 1999 | Bangladés             | 2:1 (1:0) | Nepal         | Estadio Nehru, Margao |  |
|                     | Rehman 5' · Ahmed 62' | Reporte   | Maharajan 74' |                       |  |

| 29 de abril de 1999 | Maldivas    | 1:2 (1:1) | India                           | Estadio Nehru, Margao |  |
|                     | Wildhan 43' | Reporte   | Bhutia 30' · Bruno Coutinho 84' |                       |  |

### Tercer puesto
| 1 de mayo de 1999 | Nepal | 0:2 (0:0) | Maldivas                  | Estadio Nehru, Margao |  |
|                   |       | Reporte   | Wildhan 60' · Ibrahim 85' |                       |  |

### Final
| 1 de mayo de 1999 | Bangladés | 0:2 (0:2) | India                     | Estadio Nehru, Margao |  |
|                   |           | Reporte   | Coutinho 26' · Bhutia 44' |                       |  |

## Campeón
|                                   |
| Bandera de la India               |
| Campeón invicto India 3.er título |

## Estadísticas

### Tabla general
| Pos. | Equipo    | Pts | PJ | PG | PE | PP | GF | GC | Dif. | Rend.  |
| ---- | --------- | --- | -- | -- | -- | -- | -- | -- | ---- | ------ |
| 1    | India     | 10  | 4  | 3  | 1  | 0  | 6  | 1  | +5   | 83,33% |
| 2    | Bangladés | 7   | 4  | 2  | 1  | 1  | 6  | 3  | +3   | 58,33% |
| 3    | Maldivas  | 7   | 4  | 2  | 1  | 1  | 6  | 4  | +2   | 58,33% |
| 4    | Nepal     | 3   | 4  | 1  | 0  | 3  | 6  | 9  | -3   | 25%    |
| 5    | Sri Lanka | 1   | 2  | 0  | 1  | 1  | 2  | 3  | -1   | 16,66% |
| 6    | Pakistán  | 0   | 2  | 0  | 0  | 2  | 0  | 6  | -6   | 0%     |

### Goleadores
3 goles
- Mizanur Rahman Dawn
- Bhaichung Bhutia
- Naresh Joshi
- Mohamed Wildhan

2 goles
- Alfaz Ahmed
- Bruno Coutinho
- Hari Khadka

1 gol
- Iqbal Hossain
- Syed Sabir Pasha
- Roshan Pereira
- Mohamed Amanulla
- Ismail Shah
- Mausoom Abdul Ghafoor
- Balgopal Maharajan
- Mohamed Ibrahim